# 立陶宛美術館

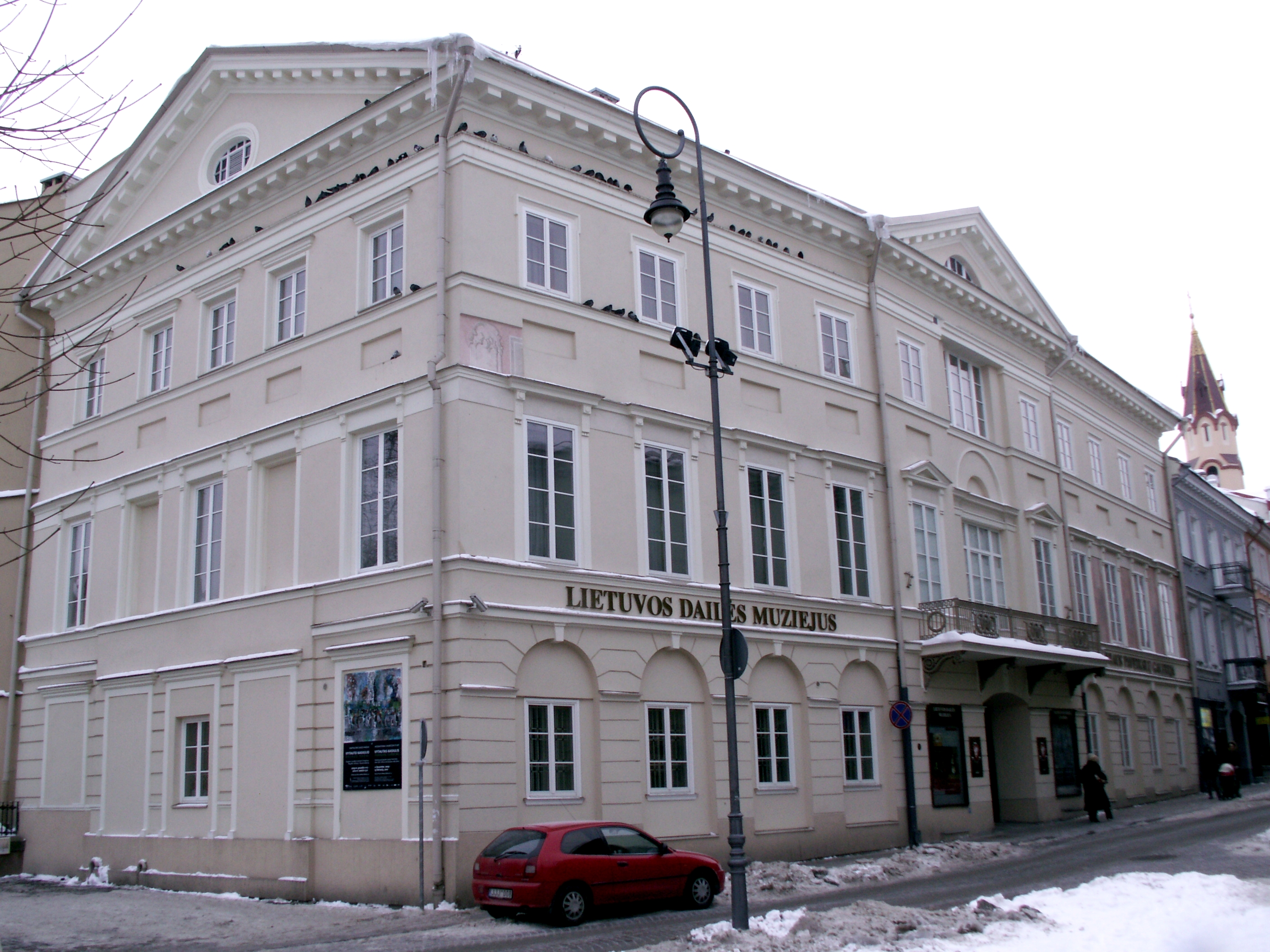
立陶宛美術館外貌

立陶宛美術館（Lithuanian Art Museum）是位於立陶宛首都維爾紐斯的一座美術館。

## 历史
開業於1933年，擁有立陶宛最大規模的美術品藏品量。美術館的歷史可以追溯至20世紀初，當時立陶宛藝術協會經常舉辦美術展，因此開始考慮建立一個永久性展館，但這一計劃因一戰而中斷。一戰之後計劃重新啟動，並在1933年建館。現在立陶宛美術館所屬於立陶宛文化部。